# Харьковская крепостная зона

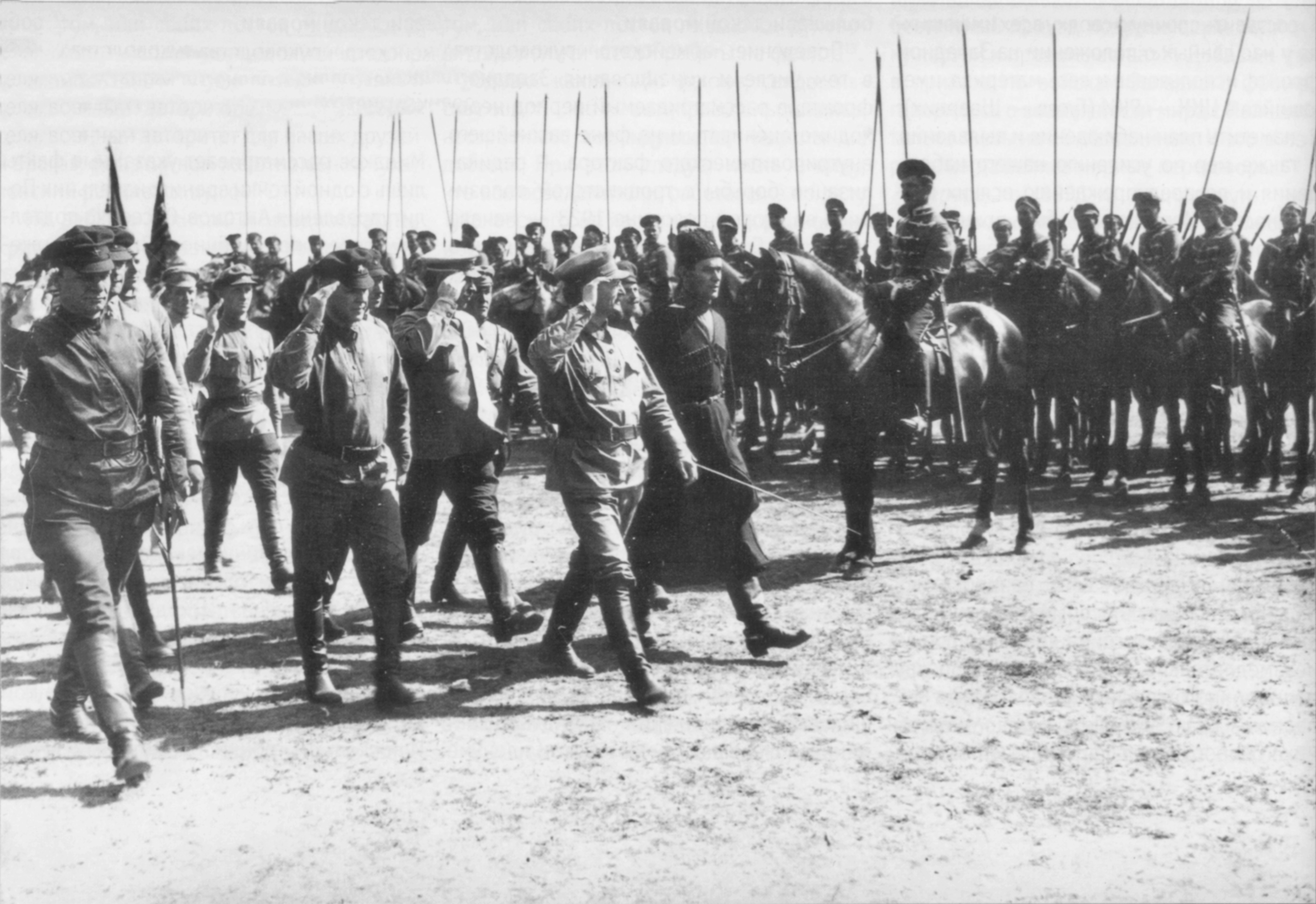
Лев Троцкий и Александр Егоров в Харькове на смотре войск Харьковской крепостной зоны РККА, май-июнь 1919 года

Ха́рьковская крепостна́я зо́на (Ха́рьковская укреплённая зо́на, Ха́рьковский крепостно́й райо́н) — наименование района обороны войск Южного фронта РККА вокруг Харькова в период Гражданской войны в июне 1919 года. Была образована в одно время с Екатеринославской крепостной зоной в связи с наступлением Добровольческой армии на Харьков с целью организовать оборону города и подступов к нему. Комендант зоны — комиссар Александр Пархоменко, заместитель — комиссар Моисей Рухимович, начальник штаба — А. Березовский.
Упразднена со взятием Харькова Добровольческой армией 12 (25) июня 1919 года.

## История создания

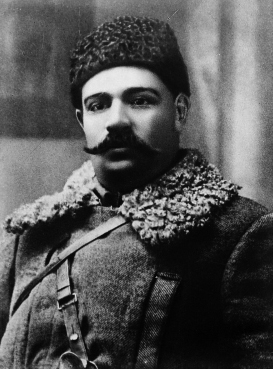
Александр Пархоменко, комендант Харьковской крепостной зоны

Нестабильность красного фронта против Добровольческой армии в районе Волчанска и Валуек в первых числах июня 1919 года привели к угрозе потери Харькова советскими войсками. Народный комиссар обороны РСФСР Лев Троцкий отдал распоряжение превратить Харьков в «неприступную пролетарскую крепость». Участник Гражданской войны на стороне УНР, а затем на стороне большевиков, историк и публицист Николай Какурин в более поздних своих трудах пишет, что учитывая столь важное значение Харькова, Троцкий считал, что «наступило время превратить Харьков в укрепленный крепостной район»:217. 29 мая (11 июня) 1919 года постановлением Совета харьковской крепостной обороны город и его окрестности были переведены на военное положение:141. В пределах района была запрещена вырубка лесов и снятие посевов, а также было ограничено внутреннее передвижение (вводился въезд и выезд только по удостоверениям). Постановлением предписывалось «всеми имеющимися средствами очистить весь район от контрреволюционных элементов»:141.
Главное командование Красной армии, оценив обстановку, 30 мая (12 июня) отдало распоряжение Южному фронту перейти к обороне.
По предложению Троцкого, высказанному на пленуме Харьковского Совета рабочих, казачьих и крестьянских депутатов 1 (14) июня, было принято решение превратить «город и подступы к нему в укреплённый район», провести широкую мобилизацию харьковского пролетариата и создать Революционный военный совет крепостного района:218.

## Организация обороны
Населению в возрасте от 15 до 75 лет предписывалось рыть окопы и создавать оборонительные сооружения вокруг города. В советской печати того времени закрепилось представление оборонительного района вокруг Харькова как «крепостной зоны», которая является неприступной для войск противника. Фактически такое название являлось декларативным, поскольку вокруг города отсутствовали оборонительные сооружения, которые могли бы задержать наступление добровольческих войск и создать советским силам долгосрочный рубеж обороны. Представление района Харькова как «укрепленного района» и «крепости» было направлено в первую очередь на создание иллюзии возможности долгосрочной обороны. Какурин пишет, что по существу организация обороны харьковского района являлась «полнейшей импровизацией»:218.
Оперативная сводка Харьковской крепостной зоны 3 июня (20 июня) сообщала о боевых действиях на подступах к Харькову следующее:

Броневой поезд противника, с боем занявший ст. Шебелинка, сильным артиллерийским огнём обстреливает наши пехотные цепи. В районе Змиева вчера вечером появился неприятельский аэроплан, который сбросил несколько бомб, не причинив вред

## Упразднение
Серьёзные оборонительные бои на подступах к городу силам советского харьковского гарнизона и войсками Харьковской крепостной зоны выдержать не удалось. Харьков был взят в ходе однодневного штурма дроздовскими частями Добровольческой армии 11 (24) июня 1919 года. Отдельное сопротивление в центре города 11 (24) июня 1919 года оказал экипаж советского броневика «Товарищ Артём» и утром 12 (25) июня 1919 года в районе Холодной горы отряд бывшего коменданта крепостной зоны Александра Пархоменко.
Остатки войск Харьковской крепостной зоны были выведены 12 (26) июня в район городов Валки и Богодухов, где соединились с войсками Левобережной группы 12-й армии Западного фронта РККА:144.
Заместитель коменданта крепостной зоны комиссар Моисей Рухимович скрылся, а начальник штаба А. Березовский попал в плен и был впоследствии расстрелян добровольцами. При этом в печати Юга России после взятия города Харькова была распространена информация о нахождении трупа Рухимовича, впоследствии выяснилось, что эта информация была недостоверной.